# Sauropus androgynus
Sauropus androgynus es un arbusto que crece en algunas regiones tropicales y cuyas hojas se pueden comer. En idioma chino se lo conoce como mani cai (马尼菜); en Japón, Amame Shiba (アマメシバ); en Malasia, cekur manis, sayur manis o asin-asin;[4][5] en Tailandia, pak waan; y en Vietnam, rau ngót. En Kerala, India, se lo conoce como Malay Cheera.

## Descripción
Sus múltiples ramas elevadas pueden alcanzar una altura de 2,5 metros y tener hojas verde oscuras y ovaladas de 5–6 cm de largo.

## Alimentación
Es uno de los vegetales de hoja más populares del sur y sudeste de Asia y es notable por su gran producción y sabor.[6] Las puntas de brote también se venden como "Espárrago tropical". En Vietnam, los cocineros lo cocinan con carne de cangrejo, cerdo o con camarones secos para hacer sopa. En Malasia se fríe con huevos o anchoas secas. Las flores y pequeñas frutas también se pueden comer. En Indonesia, las hojas son usadas para hacer infusiones, ya que se considera que mejoran la producción de leche materna para las madres que amamantan.
Es una buena fuente de vitamina K. Sin embargo, un estudio ha sugerido que el consumo excesivo del jugo de sus hojas (debido a su popularidad para adelgazar en Taiwán durante los 90) puede causar daño a los pulmones debido a su alta concentración del alcaloide papaverina.[7]
También tiene un alto nivel de carotenoides provitamina A, especialmente en hojas recién recogidas, así como altos niveles de vitamina B y C, proteínas y minerales. Cuanto más maduran las hojas, mayor contenido de nutrientes en las hojas. [8] Los últimos estudios indican que produce una rápida regeneración y multiplicación a través de organogénesis y embriogénesis somática.[9]
Es común en los bosques siempre verdes y son cultivadas hasta zonas de 1,300 metros de altura[10]
Nutrición
Es rico en Vitamina C y polifenoles, tales como tanino. 
Valor nutricional por cada 100 g (3.5 oz)
Energía	        245 kJ (59 kcal)
Carbohidratos 	11 g
Grasa 	         1 g
Proteína 	4.8 g
Agua 	        91.4 g
Vitamian A 	10370 IU
Thiamine (vit. B1) 	0.1 mg (9%)
Vitamina C 	239 mg (288%)
Calcio 	        204 mg (20%)
Hierro 	         3 mg (23%)
Fósforo 	98 mg (14%)
Los porcentales son aproximados usando las recomendaciones de los EE. UU. para adultos.

## Taxonomía
Sauropus androgynus fue descrita por (L.) Merr. y publicado en Philipp. Bur. For. Bull. 1: 30. 1903[1903].